# Odd Abrahamsen
Odd Abrahamsen, född 20 maj 1924 i Fredrikstad, död 23 januari 2001, var en norsk författare, poet och litteraturkritiker.
Abrahamsen debuterade 1962 med diktsamlingen Om det finnes en stillhet. Bland hans verk märks även Nedslag som publicerades 1971 och Makten skal tie som gavs ut 1994. År 1983 erhöll han Riksmålsförbundets litteraturpris för diktsamlingen Maktsproget och 1992 fick han Fritt Ords Honnør.